# 8 × 50 mm R Mannlicher
La 8 × 50 mm R Mannlicher è una munizione austro-ungarica per fucile e mitragliatrice.

## Descrizione
Sviluppata nel 1886, diventò la munizione d'ordinanza dell'Imperial regio Esercito austro-ungarico nel 1888, quando questo adottò il fucile a otturatore scorrevole Mannlicher M1888, impiegata poi anche sulla mitragliatrice Schwarzlose. Questa prima cartuccia era chiamata 8 mm M1888 scharfe Patrone (munizione attiva in tedesco, per distinguerla da quelle da addestramento ed a salve), con pallottola a punta arrotondata (round nose) da 244 gr (grani), corrispondenti a 16 g (grammi) e carica di 62 gr di polvere nera, che raggiungeva la velocità alla volata di 530 m/s.
A seguito dell'introduzione della prima munizione a polvere infume, la francese 8 × 50 mm R Lebel, l'Austria-Ungheria introdusse la 8 mm M1890 scharfe Patrone o "Nitro-Patrone", che usava la stessa pallottola ma carica in 43 gr di "Gewehrpulver", la "polvere da fucile" semi-infume. Questa munizione veniva impiegata sulla versione M88/90 del fucile Steyr-Mannlicher M1888 e sul M86/90, nei quali raggiungeva 590 m/s, e sulla mitragliatrice media Škoda vz. 1909.
Nel 1893 la munizione fu nuovamente modificata, con l'adozione di una carica di 43 gr della nuova "Gewehrepulver M1892" completamente infume. Chiamata 8 mm M1893 scharfe Patrone, era la munizione camerata, oltre che dal M88/90, dallo Steyr-Mannlicher M1895: sulla versione fucile lungo raggiungeva 620 m/s, mentre sulle versioni carabina corta solo 560 m/s.
Tra le due guerre mondiali la munizione fu sostituita dalla più potente 8 × 56 mm R.

## Armi camerate
- Mannlicher M1886
- Mannlicher M1888
- Mannlicher M1893
- Steyr-Mannlicher M1895
- Salvator-Dormus M1893
- Škoda vz. 1909
- Schwarzlose